# Вера (озеро)
Ве́ра (бел. Вера)— озеро в Браславском районе Витебской области. Относится к бассейну реки Друйка. Расположено в 8 км в северо-восточном направлении от города Браслав. Входит в группу Браславских озер и находится на территории Национального парка «Браславские озера».

## Описание
Площадь зеркала 0,24 км² (по другим данным — 0,21 м²), длина 0,85 км, наибольшая ширина 0,35 км, максимальная глубина 5 м, длина береговой линии около 2,1 км. Объем воды около 0,6 млн м³, площадь водосбора около 5,5 км².
Берега у озера низкие, песчаные, на западе заболоченные. Мелководье узкое, песчаное, на глубине дно илистое с сапропелем. Зарастает слабо. Местность холмисто-грядистая, поросшая кустарником и редколесьем, местами лесом. В озеро впадают 2 ручья. На западе Вера соединено ручьями с озером Недрово, на юго-западе — с небольшими озерами без названий.
В озере обитают лещ, щука, угорь, линь, плотва, окунь, уклейка, ёрш и другая рыба. Производится промысловый лов рыбы. Организовано платное любительское рыболовство. Озеро относится к республиканским рыболовным угодьям.
Вблизи расположены деревни Боханы, Хролы.